# BEPP
Beknopte Eclectische Psychotherapie voor PTSS (afgekort BEPP) is een psychologische behandeling voor de posttraumatische stressstoornis (PTSS). De behandeling is ontwikkeld in het Academisch Medisch Centrum van Amsterdam door prof. dr. Gersons en collega's. BEPP is opgenomen in de NICE richtlijnen als werkzame behandeling voor de (PTSS). Uit een systematische review van de wetenschappelijke literatuur komen traumagerichte cognitieve gedragstherapie en EMDR naar voren als voorkeur in de behandeling van PTSS. BEPP wordt in deze review geschaard onder traumagerichte cognitieve gedragstherapie.

## Samenbrengen van therapievormen
BEPP omvat echter meer dan trauma-gerichte cognitieve gedragstherapie. In BEPP zijn namelijk de werkzame elementen uit verschillende psychotherapierichtingen samen gebracht, zoals cognitieve gedragstherapie, hypnotherapie, psychodynamische psychotherapie en directieve therapie. Daarom is de naam eclectische psychotherapie gekozen. Tot voor kort was deze therapie bekend als KEP, maar om beter aan te sluiten bij de Engelse naam (Brief Eclectic Psychotherapy for PTSD) is gekozen om de Nederlandse naam aan te passen

## Waaraan wordt gewerkt met BEPP?
In BEPP wordt gewerkt aan de overmatige angst, het gevoel van controleverlies en het verlies van veiligheid die mensen met PTSS ervaren.
BEPP omvat 16 wekelijkse sessies die 45 minuten tot een uur duren. Iedere sessie is omschreven en heeft een specifiek doel:
- Sessie 1: informatie over PTSS en uitleg over de behandeling
- Sessie 2 t/m 6: imaginaire exposure aan de herinneringen van de traumatische gebeurtenis(sen), schrijfopdracht
- Sessie 7: evaluatie van bereikte resultaat
- Sessie 8 t/m 15: betekenisgeving, hoe heeft de ervaring van de traumatische gebeurtenis het zelfbeeld en de kijk op de wereld veranderd
- Sessie 16: afscheid